# باشگاه فوتبال بلشیتا بابرویسک
باشگاه فوتبال بلشیتا بابرویسک (بلاروسی: ФК "Белшына Бабруйск") یک باشگاه فوتبال در شهر بابرویسک بلاروس است. این باشگاه در لیگ دسته اول فوتبال بلاروس بازی می‌کند. این باشگاه در سال ۱۹۷۶ تأسیس شده‌است.